# برونو دا كروز
برونو دا كروز هو لاعب كرة قدم برازيلي، ولد في 27 مايو 1996 في البرازيل. لعب مع نادي إيفيان.

## وصلات خارجية
- برونو دا كروز على موقع قاعدة بيانات كرة القدم.إي يو (الإنجليزية)
- برونو دا كروز على موقع Soccerway.com (الإنجليزية)